# Roman de Rou

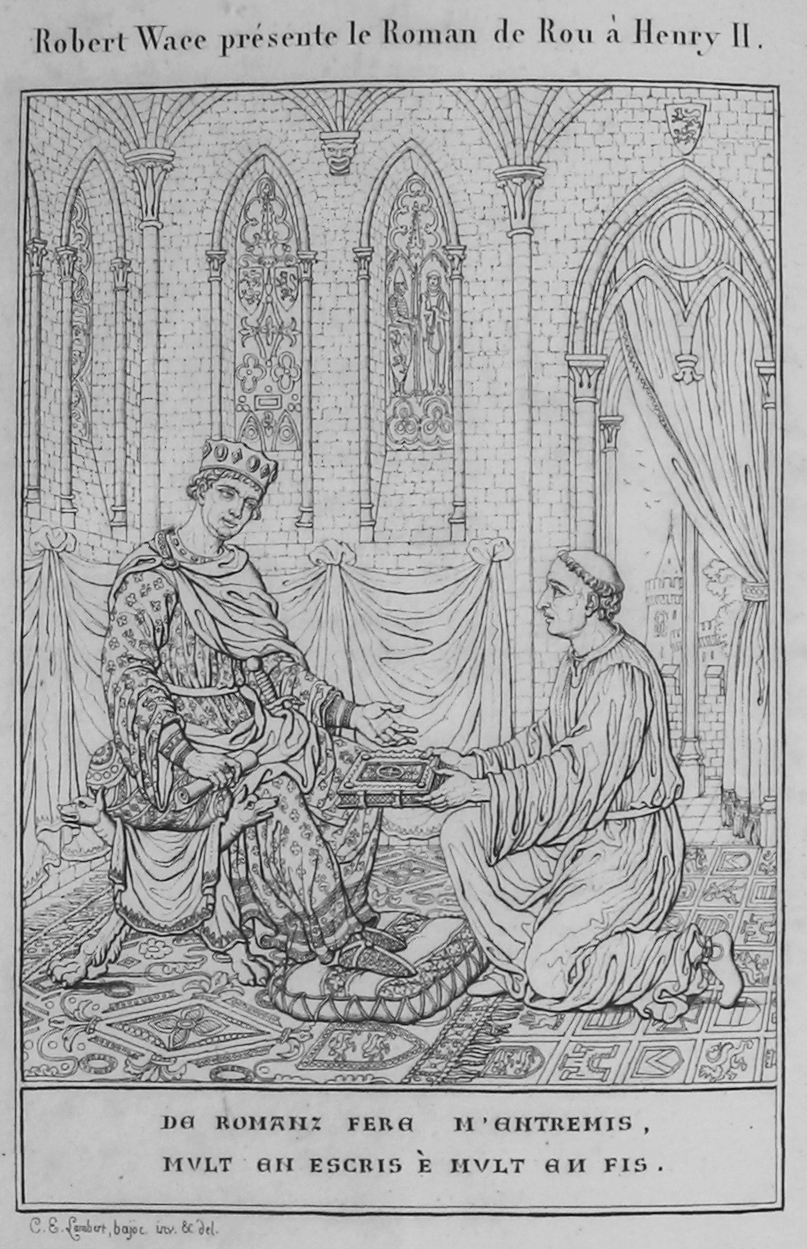
Wace presenta il suo Romanzo di Rou a re Enrico II. Illustrazione del 1824.

Il Romanzo di Rou è una cronaca in versi scritta in normanno da Robert Wace, la quale narra la storia dei duchi di Normandia a partire da Rollone di Normandia alla battaglia di Tinchebray nel 1106. Di fatto l'opera può essere considerata come un'epica nazionale della Normandia. Dopo il successo del suo Roman de Brut, che narra la storia dei britanni, Wace avrebbe ricevuto da re Enrico II d'Inghilterra il compito di scrivere un'opera sulle origini dei normanni e sulla conquista da parte loro dell'Inghilterra. Wace abbandonò l'opera prima di giungere ai suoi tempi. Diverse le fonti da lui usate: le Gesta Normannorum Ducum, i De moribus et actis primorum Normanniae ducum di Dudone di San Quintino, le Gesta Guillelmi di Guglielmo di Poitiers, le Gesta regum Angliae di Guglielmo di Malmesbury, la Brevis relatio de Guillelmo nobilissimo comtie Normannorum e diverse tradizioni orali ed esperienze personali.